# Wonderland (EP)
Wonderland é o segundo EP da cantora coreana-americana Jessica Jung. O EP consiste em duas versões. A versão coreana foi lançada oficialmente em 10 de dezembero 2016 e a versão em inglês foi lançada no dia 30 do mesmo mês pela Coridel Entertainment. A faixa "Wonderland" foi lançada como single 10 de dezembro de 2016.

## Lista de faixas
| N.º            | Título                | Letras            | Música | Arranjo                      | Duração |  |
| 1.             | "Wonderland"          | Jessica Jung      | Jessica Jung Martin K Kleveland Andrea Sjo Engen Jens Hjerto Marcus Ulstad Niksen Eric "Vekz" Fernandez Tatiana "Tatu" Matthews Julien "Jdot"Cross Karriem "Kmack" Mark | Martin K Kleveland           | 3:19    |  |
| 2.             | "Dancing on the Moon" | Jessica Jung      | Jung Kleveland Kim Ofstand Vekz Tatu Jdot Kmack Cory Kwon | Kleveland Ofstand            | 3:59    |  |
| 3.             | "Celebrate"           | Jessica Jung      | Jung Jdot Tatu Vekz Kmack | Jdot Kmack Vekz              | 3:26    |  |
| 4.             | "World of Dreams"     | Jessica Jung      | Jung Jdot Tatu Vekz Kmack | Jdot Tatu Vekz Kmack Jay Kim | 3:29    |  |
| 5.             | "Beautiful"           | Jay Kim Kim Eunsu | REASON Ellen Berg | REASON HiDE Kawada           | 4:26    |  |
| 6.             | "Tonight"             | Jay Kim Kim Jehwi | Kim Jehwi Kim Huwon | Kim Jehwi                    | 3:41    |  |
| Duração total: | Duração total:        | Duração total:    | Duração total: | Duração total:               | 22:36   |  |

Nota: a versão em inglês do EP não inclui a faixa 5 "Beautiful" e a faixa 6 "Tonight".

## Charts
| Chart (2016)                | Peak position |
| --------------------------- | ------------- |
| Japan (Oricon)              | 85            |
| South Korea (Gaon)          | 1             |
| US World Albums (Billboard) | 7             |

### Tabela de fim de ano
| Chart (2016)       | Position |
| ------------------ | -------- |
| South Korea (Gaon) | 75       |

## Release history
| Regão         | Histórico de lançamento | Edição           | Formato           | Gravadora             |
| ------------- | ----------------------- | ---------------- | ----------------- | --------------------- |
| Worldwide     | 10 de dezembro de 2016  | Digital download | Versão em coreano | Coridel Entertainment |
| Coreia do Sul | 13 de dezembro de 2016  | CD               | Versão em coreano | Coridel Entertainment |
| Worldwide     | 30 de dezembro de 2016  | Digital download | Versão em inglês  | Coridel Entertainment |